# Jordi Dalmau Cerezuela
Jordi Dalmau Cerezuela (Granollers, ?) és un dissenyador català de moda nupcial, més conegut com «el noi de les ales».
El 2001, va crear l'empresa Jordi Dalmau Núvies, amb seu a Granollers, apostant pels vestits de color. Acostuma a dedicar les seves col·leccions a algun tema, com SOS Galgo, els boscos del món, la música, el teatre o el cinema. El 2009, va debutar a la Passarel·la Gaudí Núvies, i hi va repetir el 2010 i el 2011. En el món de la moda nupcial gosa recórrer al color, amb brodats barrocs i, a més, fins i tot el negre en certs detalls. El 2020, va ser el primer dissenyador espanyol a estrenar una col·lecció en la xarxa, i per la gala dels premis Oscar va dissenyar, segons les premisses de Disney pel que fa al color, el vestit que portava l'artista barcelonina Gisela, que va interpretar Into the Unknown.
L'any 2020, la situació en el món a causa de la pandèmia era complicada per a la celebració de qualsevol mena d'esdeveniments. Jordi Dalmau organitzo la primera desfilada de moda nupcial Arxivat 2020-07-05 a Wayback Machine. retransmès en streaming, a través de Youtube, al nostre país. La desfilada va tenir lloc en el recinte Roca Umbert a Granollers el dia 1 de juliol del 2020.